# Seevetal
Seevetal település Németországban, azon belül Alsó-Szászország tartományban. Lakosainak száma 42 880 fő (2023. december 31.). Seevetal Hamburg, Bendestorf, Brackel, Harmstorf, Marxen, Rosengarten és Stelle községekkel határos.

## Népesség
A település népességének változása:
| Lakosok száma | 40 949 | 41 234 | 41 260 | 41 506 | 41 931 | 42 449 | 42 880 |
|               | 2015   | 2016   | 2017   | 2019   | 2021   | 2022   | 2023   |